# Frank Beaurepaire
Francis Joseph Edmund „Frank” De Beaurepaire (ur. 13 maja 1891 w South Melbourne, zm. 29 maja 1956 w Melbourne) – australijski pływak i polityk. Sześciokrotny medalista olimpijski (w 1908 roku w drużynie Australazji, a na igrzyskach w 1920 i 1924 roku w reprezentacji Australii).
Jego siostra Lily Beaurepaire była uczestniczką igrzysk olimpijskich w 1920 w pływaniu i skokach do wody).

## Kariera polityczna
W latach 1940-1942 był nadburmistrzem Melbourne.
W roku 1942 został wybrany do Rady Ustawodawczej Wiktorii, gdzie służył do 1952. W międzyczasie w 1943 niepowiedzeniem zakończył się jego start w wyborach do senatu.
Jego syn Ian Beaurepaire również był nadburmistrzem Melbourne.